# 茨納河 (普里皮亞季河支流)
茨納河（白俄羅斯語：Цна）是白俄羅斯的河流，屬於普里皮亞季河的左支流，由布列斯特州負責管轄，河道全長126公里，流域面積1,130平方公里，每年十二月至翌年四月結冰，河畔城鎮有甘采維奇。